# Джаннотти, Донато
Донато Джаннотти — итальянский историк и политический деятель. С 1527 года был секретарём Флорентийской республики и занимал пост, который до 1512 года был занят Макиавелли. После возвращения Медичи Джаннотти жил в изгнании, поселившись в Венеции, где предался литературным занятиям. Полное собрание его сочинений издал Розини (1819) и Полидори (1850).

## Сочинения
- «Della republica di Venezia» (1540 и сл.);
- «Della republica fiorentina libri IV» (1721 и сл.);
- «Discorso delle cose d’Italia»,
- «Vita di Niccolo Capponi»,
- «Lettere».